# Route des Moulins
La route des Moulins est une voie située dans le 16e arrondissement de Paris, en France.

## Situation et accès
Elle se trouve dans le bois de Boulogne.

## Bâtiments remarquables ou lieu de mémoire
Le long de la route se trouve une tour en ruine, vestige de l'abbaye royale de Longchamp.